# Manuel Molina Conejero
Manuel Molina Conejero (València, 1900 - Paterna, 25 de novembre de 1939) fou un polític i sindicalista valencià, diputat a les Corts Espanyoles durant la Segona República.

## Biografia
Treballà com a serrador mecànic, sector del que el 1910 en fundà un sindicat, i des del 1918 col·laborà al diari República Social. Membre de la francmaçoneria, seria membre de les lògies Federación Levantina i Constante Alona.
El 1927 fou escollit secretari en el Congrés Extraordinari de la UGT, de la que en seria secretari a la província de València durant la Segona República, i president de la Federació Valenciana del PSOE des del 1933. Participà en la vaga general del 5 d'octubre de 1934 i hagué d'exiliar-se a França, on va fer d'enllaç del PSOE amb el PCE. Fou elegit diputat per la ciutat de València a les eleccions generals espanyoles de 1936.
Durant la guerra civil espanyola es va mantenir en el sector partidari d'Indalecio Prieto, i fou nomenat president de l'Agrupació Socialista Valenciana en substitució d'Isidre Escandell i Úbeda. Després de la dimissió de Francisco Largo Caballero el 1937 fou nomenat governador civil de València en substitució de Ricardo Zabalza, càrrec que va ocupar fins al final de la guerra. El va oposar al cop d'estat de Segismundo Casado. En acabar la guerra fou detingut per les tropes franquistes, condemnat a mort i afusellat a Paterna el 25 de novembre de 1939.